# Santiago Cartagena
Santiago Cartagena Listur (Montevideo, Uruguay; 1 de septiembre de 2002) es un futbolista uruguayo. Juega de centrocampista y su equipo actual es el Club Deportivo Maldonado de la Primera División de Uruguay.

## Trayectoria
Formado en las inferiores del Club Nacional de Football, Cartagena debutó en el primer equipo el 7 de septiembre de 2020 ante Cerro. En abril de 2021, fue cedido al Montevideo City Torque junto a su compañero Axel Pérez.

## Selección nacional
A nivel juvenil, disputó el Campeonato Sudamericano Sub-17 de 2019.

## Estadísticas
Actualizado al último partido disputado el 23 de junio de 2023.
| Club                      | Div.          | Temporada     | Liga  | Liga  | Copas nacionales | Copas nacionales | Copas internacionales | Copas internacionales | Total | Total |
| Club                      | Div.          | Temporada     | Part. | Goles | Part.            | Goles            | Part.                 | Goles                 | Part. | Goles |
| ------------------------- | ------------- | ------------- | ----- | ----- | ---------------- | ---------------- | --------------------- | --------------------- | ----- | ----- |
| Nacional · Uruguay        | 1.ª           | 2020          | 5     | 1     | —                | —                | 5                     | 0                     | 10    | 1     |
| Nacional · Uruguay        | 1.ª           | 2023          | 5     | 0     | —                | —                | 0                     | 0                     | 5     | 0     |
| Nacional · Uruguay        | Total club    | Total club    | 10    | 1     | 0                | 0                | 5                     | 0                     | 15    | 1     |
| Montevideo City · Uruguay | 1.ª           | 2021          | 16    | 0     | —                | —                | 0                     | 0                     | 16    | 0     |
| Montevideo City · Uruguay | 1.ª           | 2022          | 19    | 0     | —                | —                | 1                     | 0                     | 20    | 0     |
| Montevideo City · Uruguay | Total club    | Total club    | 35    | 0     | 0                | 0                | 1                     | 0                     | 36    | 0     |
| Total carrera             | Total carrera | Total carrera | 45    | 1     | 0                | 0                | 6                     | 0                     | 51    | 1     |

## Palmarés

### Títulos nacionales
| Título                      | Club     | País    | Año  |
| --------------------------- | -------- | ------- | ---- |
| Primera División de Uruguay | Nacional | Uruguay | 2020 |